# Kavuruga (vattendrag)
Kavuruga är ett vattendrag i Burundi.   Det ligger i provinsen Muyinga, i den nordöstra delen av landet, 130 kilometer nordost om huvudstaden Bujumbura.
Omgivningarna runt Kavuruga är en mosaik av jordbruksmark och naturlig växtlighet. Runt Kavuruga är det ganska tätbefolkat, med 214 invånare per kvadratkilometer.